# Láska nebeská
Láska nebeská (v originále Love Actually) je romantická komedie natočená v koprodukci Velké Británie, Francie a USA roku 2003. V hlavních rolích snímku, který napsal i režíroval Richard Curtis, hrají Liam Neeson, Emma Thompson, Keira Knightley, Hugh Grant, Colin Firth, Rowan Atkinson, Denise Richardsová, Elisha Cuthbert, Billy Bob Thornton, Bill Nighy a další. Film se stal vánoční klasikou, v různých žebříčcích figuruje jako jedna z nejlepších romantických komedií.

## Děj

Graf vztahů mezi postavami filmu

Příběh filmu je vystavěn na propojení několika samostatných příběhů a vztahových rovin, v nichž se protínají osudy různých postav během předvánočního období zejména v Londýně, vzácně i ve Francii či USA.

### Rockový zpěvák Billy Mack
Úvodní postava filmu, rockový zpěvák Billy Mack (Bill Nighy), se pokouší o návrat na rockovou scénu. Přezpívává píseň „Love Is All Around“ (Láska je všude kolem nás) na vánoční verzi „Christmas Is All Around“ (Vánoce jsou všude kolem nás). Billy však způsobuje hodně problémů na veřejnosti, ať už při rozhlasovém vysílání, nebo v přímém televizním přenosu, a jeho manažer (Gregor Fisher) je z něj na mrtvici.

### Karen, Harry a Mia
Milostný trojúhelník probíhá mezi šéfem společnosti Harrym Williamsem (Alan Rickman), jeho sekretářkou Miou (Heike Makatschová) a manželkou Karen Williamsovou (Emma Thompson), s níž má dvě děti. I když je Harry v manželství spokojený, těžko odolává svodům krásné Miy. Koupí sekretářce k Vánocům zlatý náhrdelník, který Karen objeví a domnívá se, že je určen pro ni.

### Daniel a Sam
Danielovi (Liam Neeson) právě zemřela žena. Sám se s tím těžko vyrovnává, ale ještě více se bojí o svého nevlastního syna Samuela (Thomas Sangster). Nejprve si myslí, že se Samovi stalo něco zlého, ale záhy zjišťuje, že je Sam zamilovaný do spolužačky Joanny (Olivia Olson). Je to zvláštní náhoda, jelikož Samova matka a Danielova žena se také jmenovala Joanna. Na Štědrý den má Joanna odjet. Daniel pomáhá synovi získat srdce vysněné dívky.

### Spisovatel a hospodyně
Poté, co Jamie Bennet (Colin Firth) přistihne svoji přítelkyni s vlastním bratrem, odjíždí do jižní Francie ukonejšit bolavé srdce a dopsat knihu. V domě mu pomáhá krásná dívka Aurelia (Lúcia Moniz), která pochází z Portugalska a neumí ani anglicky, ani francouzsky.

### Premiér a asistentka
Britský premiér David (Hugh Grant) přijíždí poprvé do svého sídla v Downing Street a ihned se zakouká do prostořeké a poněkud oplácané asistentky Natalie (Martine McCutcheon). I když ví, že by to neměl dělat, snaží se získat její pozornost a dokonce o ni svede tichý boj s prezidentem USA (Billy Bob Thornton).

### Sarah a Carl
Nesmělá žena Sarah (Laura Linneyová) je už dva roky zamilovaná do svého spolupracovníka Carla (Rodrigo Santoro). Oba k sobě chovají sympatie, ale oba se bojí toho druhého oslovit; Sarah navíc stále telefonuje nemocný bratr.

### Nevěsta, manžel a nejlepší přítel
Mladá nevěsta Juliet (Keira Knightley) se zrovna vdala za Petera (Chiwetel Ejiofor). Starosti jí však dělá nejlepší kamarád jejího manžela Mark (Andrew Lincoln), který se k ní chová s odstupem. Když ho požádá o svatební video, odhalí jeho skutečné city. Mark jí poté mlčky vyzná city před jejím domem pomocí slov napsaných na cedulích.

### Judy a Jack
Dabléři erotických scén Judy (Joanna Pageová) a Jack (Martin Freeman) spolu pracují teprve pár týdnů. Navzdory choulostivým situacím, do nichž se při práci dostávají, jsou příliš ostýchaví na to, aby si sjednali schůzku.

### Poslíček vAmerice
Colin (Kris Marshall) nemá v Británii ani za mák štěstí na dívky. Proto se rozhodne jet do Ameriky, přesněji do Wisconsinu, kde podle svého mínění najde holku raz dva. I když mu to kamarád Tony (Abdul Salis) vymlouvá, nepřesvědčí ho a Colin vyráží do USA, kde se hned v prvním baru potkává s krásnými Američankami.

## Obsazení

### Hlavní role
- Hugh Grant – David (britský premiér)
- Martine McCutcheon – Natalie
- Colin Firth – Jamie Bennett
- Lúcia Moniz – Aurelia
- Alan Rickman – Harry
- Emma Thompson – Karen
- Liam Neeson – Daniel
- Keira Knightley – Juliet
- Chiwetel Ejiofor – Peter
- Andrew Lincoln – Mark
- Laura Linneyová – Sarah
- Rodrigo Santoro – Karl
- Bill Nighy – Billy Mack
- Gregor Fisher – Joe
- Kris Marshall – Colin
- Heike Makatschová – Mia
- Martin Freeman – Jack
- Joanna Pageová – Judy
- Olivia Olson – Joanna
- Thomas Sangster – Sam
- Denise Richardsová – Carla

### Zvláštní hosté
- Rowan Atkinson – Rufus (prodejce šperků)
- Billy Bob Thornton – prezident USA
- Claudia Schiffer – Carol
- Ant & Dec – sami sebe
- Jo Whiley – sama sebe
- Michael Parkinson – sám sebe
- Lynden David Hall – zpěvák na svatbě Petera a Juliet

### Vedlejší role
- Nina Sosanya – Annie
- Rory MacGregor – inženýr
- Sienna Guillory – Jamieho přítelkyně
- Lulu Popplewell – Daisy
- Frank Moorey – Terence
- Jill Freud – Pat
- Tim Hatwell – Vicar
- Dan Fredenburgh – Jamieho bratr
- Julia Davis – Nancy
- Abdul Salis – Tony
- Helen Murton – kněz
- Edward Hardwicke – Samův děda
- Caroline John – Samova babička
- Junior Simpson – DJ na svatbě
- Brian Bovell – DJ Radio Watford
- Marcus Brigstocke – moderátor rádia
- Shannon Elizabethová – Harriet
- Wyllie Longmore – Jeremy
- Helder Costa – pan Barros
- Carla Vasconcelos – Sophia Barros

## Ocenění a nominace

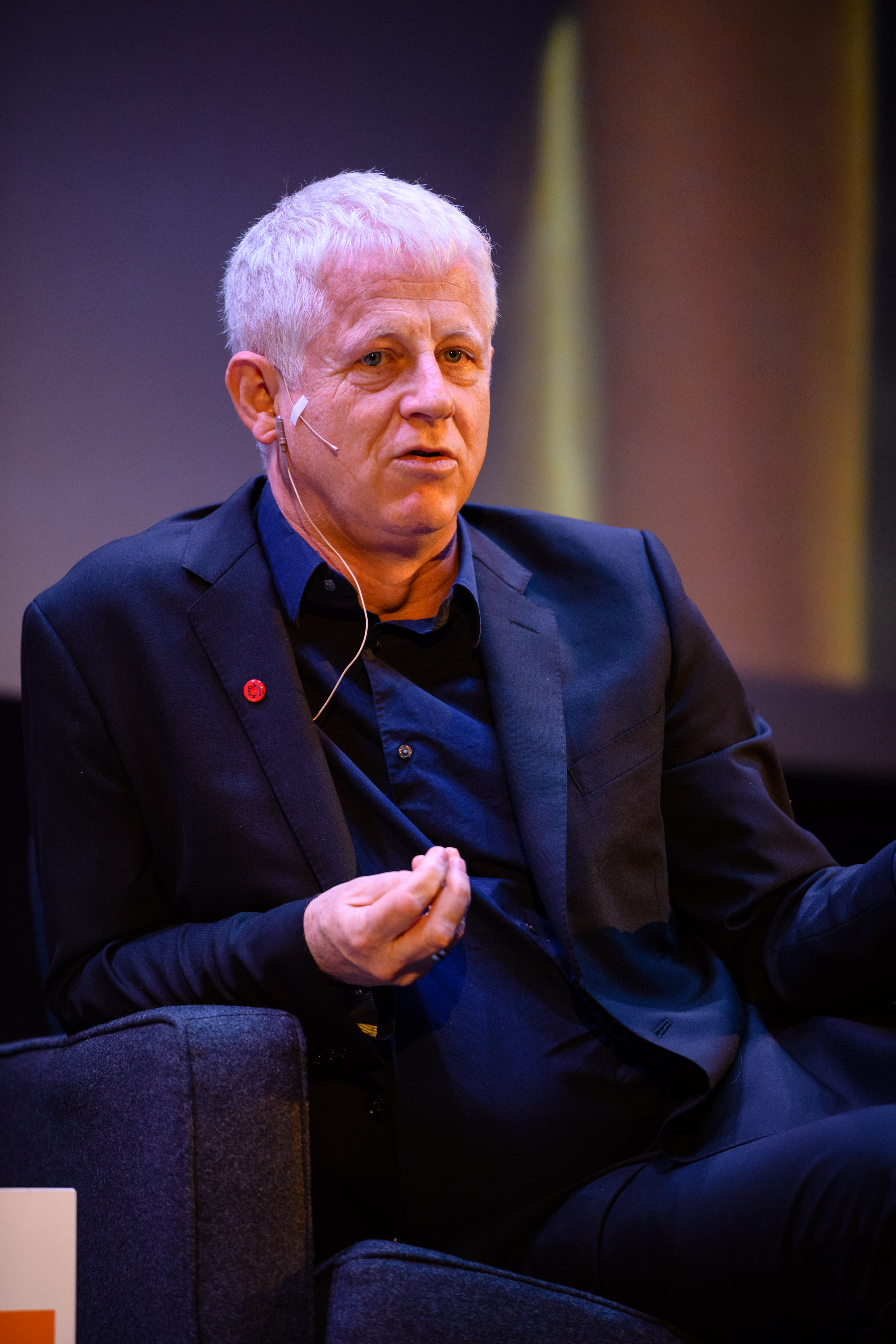
Tvůrce filmu Richard Curtis

Láska nebeská získala 10 ocenění (většinu pro Billa Nighyho a Emmu Thompson) a 20 nominací, z toho dvě byly na Zlaté glóby.
Ocenění
- BAFTA Film Awards – Nejlepší mužský herecký výkon ve vedlejší roli (Bill Nighy)
- Empire Awards – Nejlepší britská herečka (Emma Thompson)
- Empire Awards – Nejlepší britský film
- Empire Awards – Nejlepší nováček (Martine McCutcheon)
- Evening Standard British Film Award – Nejlepší herečka (Emma Thompson)
- Peter Sellers Award for Comedy (Bill Nighy)
- ALFS Award – Britský herec roku ve vedlejší roli (Bill Nighy)
- ALFS Award – Britská herečka roku ve vedlejší roli (Emma Thompson)
- LAFCA Award – Nejlepší herec ve vedlejší roli (Bill Nighy)
- WAFCA Award – Nejlepší celkový herecký výkon

Nominace
- Zlatý glóbus – Nejlepší muzikál nebo komedie
- Zlatý glóbus – Nejlepší scénář (Richard Curtis)
- Discover Screenwriting Award (Richard Curtis)
- Alexander Korda Award for Best British Film (Richard Curtis, Duncan Kenworthy, Tim Bevan, Eric Fellner)
- BAFTA Film Award – Nejlepší ženský herecký výkon ve vedlejší roli (Emma Thompson)
- Critics Choice Award – Nejlepší celkový herecký výkon
- Empire Award – Nejlepší nováček (Andrew Lincoln)
- Audience Award – Nejlepší herec (Hugh Grant)
- Audience Award – Nejlepší režie (Richard Curtis)
- Golden Trailer – Nejlepší romantický film
- ALFS Award – Britský nováček roku (Richard Curtis)
- ALFS Award – Britský scenárista roku (Richard Curtis)
- PFCS Award – Nejlepší celkový herecký výkon
- PFCS Award – Nejlepší mužský herecký výkon mládeže (Thomas Sangster)
- PFCS Award – Nejlepší ženský herecký výkon ve vedlejší roli (Emma Thompson)
- PFCS Award – Nejlepší použití hudby
- Golden Satellite Award – Nejlepší mužský herecký výkon ve vedlejší roli, komedie nebo muzikál (Bill Nighy)
- Golden Satellite Award – Nejlepší mužský herecký výkon ve vedlejší roli, komedie nebo muzikál (Thomas Sangster)
- Golden Satellite Award – Nejlepší ženský herecký výkon ve vedlejší roli, komedie nebo muzikál (Emma Thompson)
- Young Artist Award – Nejlepší herecký výkon v hraném filmu, mladý herec ve vedlejší roli (Thomas Sangster)

## Love Actually Red Nose Day
V roce 2017 u příležitosti Dne červených nosů vznikl krátký film, desetiminutové „pokračování“ Lásky nebeské s osudy hrdinů filmu po 13 letech.

## Remaster
Při 20. výročí premiéry byl snímek restaurován pro digitální distribuci v 4K kvalitě a v půli prosince 2023 znovu uveden do kin. Navíc byl opatřen půlhodinovým dokumentem, v němž herci a tvůrci filmu diskutovali o jeho významu a odkazu po 20 letech.